# Catherine Flemming
Catherine H. Flemming (n. 2 februarie 1967, Karl-Marx-Stadt, azi Chemnitz) este o actriță germană. Catherine Flemming a studiat artele dramatice la școala „Ernst Busch“ din Berlin. În 1998 este distinsă cu premiul "Bayerischen Filmpreis" ca „cea mai bună actriță“. Ea a jucat mai ales în diferite seriale TV.

## Filmografie
- 1995 Der Räuber mit der sanften Hand (Serie)
- 1995 Inseln unter dem Wind (Serie)
- 1995 Liebling, ich muß auf Geschäftsreise (TV)
- 1995 Rohe Ostern - Keine Panik, nix passiert! (TV)
- 1995 Rosemarie Nitribitt - Tod einer Edelhure (TV)
- 1995 Um die 30 (TV)
- 1996 Cuba Libre (TV)
- 1996 Die Flughafenklink (Serie)
- 1997 Der Bulle von Tölz - Tod auf Tournee (TV)
- 1997 Die Babysitterin - Schreie aus dem Kinderzimmer (TV)
- 1997 First Love - Die große Liebe (Serie)
- 1997 Hunger - Sehnsucht nach Liebe
- 1997 Rote Schakal, Der (TV)
- 1997 Still Movin'
- 1998 Fleisch und Blut (TV)
- 1998 Liebling, vergiß die Socken nicht! (TV)
- 1998 Mia, Liebe meines Lebens (Serie)
- 1999 Einfach Klasse! (Serie)
- 1999 Jagd nach dem Tod (TV)
- 2000 Der Gerechte Richter (TV)
- 2000 Der Himmel kann warten
- 2000 Der Mörder in meiner Nähe (TV)
- 2000 Die Unberührbare
- 2000 Doppelter Einsatz - Blutroter Mond (TV)
- 2000 Einmal Himmel und retour (TV)
- 2000 Frauen lügen besser (TV)
- 2000 Tatort - Von Bullen und Bären (TV)
- 2001 Die Meute der Erben (TV)
- 2001 Denninger - Der Tod des Paparazzo (TV)
- 2001 Der Kuriertag (TV)
- 2001 Wer schön sein will, muss sterben (TV)
- 2002 Baby (TV)
- 2002 Bloch - Ein begrabener Hund (TV)
- 2002 Die Datsche (Kino)
- 2002 Fahr zur Hölle, Schwester! (TV)
- 2002 Giovane Casanova - Ich liebe alle Frauen (TV)
- 2002 Snipers Alley (TV)
- 2002 Tatort - Schlaf, Kindlein, schlaf (TV)
- 2003 Liebe in letzter Minute (TV)
- 2003 Der alte Affe Angst
- 2003 Ein Starkes Team - Das große Schweigen (TV)
- 2003 Glashimmel
- 2003 Polizeiruf 110 - Tiefe Wunden (TV)
- 2003 Liebe in letzter Minute (TV)
- 2003 Simones Labyrinth
- 2003 Spy Sorge
- 2004 Das Blut der Templer (TV)
- 2004 Meine Frau, meine Freunde und ich
- 2004 Rosa Roth - Freundeskreis (TV)
- 2004 Schöne Männer hat man nie für sich allein (TV)
- 2006 Die Täuschung (TV)
- 2006 Tatort - Sonnenfinsternis (TV)
- 2006 Commissario Laurenti - Die Toten vom Karst (TV)
- 2006 Commissario Laurenti - Gib jedem seinen eigenen Tod (TV)
- 2007 Commissario Laurenti - Tod auf der Warteliste (TV)
- 2008 Commissario Laurenti - Der Tod wirft lange Schatten (TV)
- 2009 Commissario Laurenti - Totentanz (TV)
- 2009 Tatort - Platt gemacht (TV)
- 2010 Der letzte Bulle - Überlebenstraining (TV)